# Liste des évêques d'Évreux
Le diocèse d'Évreux est créé au IVe siècle. Il dépend de l'archidiocèse de Rouen.

## Évêquesd'Évreuxavant la création de la Normandie en 911
| Portrait | Dates             | Titulaire        | Notes                                                                                     |
| -------- | ----------------- | ---------------- | ----------------------------------------------------------------------------------------- |
|          | entre 350 et 411  | Saint Taurin     | Taurinus, premier évêque et évangélisateur d'Évreux.                                      |
|          | entre 440 et 491  | Saint Gaud       | Peut-être évêque d'Évreux, il est vénéré à Saint-Pair-sur-Mer.                            |
|          | 491-512           | Maurusion        | Maurusius. Il assiste au concile d'Orléans en 511.                                        |
|          | entre 513 et 549  | Licinius         | Il assiste aux conciles d'Orléans de 538, 541 et 549.                                     |
|          | entre 558 et 573? | Ferrocinctus     | Il assiste au concile de Paris entre 558 et 573.                                          |
|          | fin du VIe siècle | Viator           |                                                                                           |
|          | après 585         | Saint Laudulphe  | Laudulfus.                                                                                |
|          | 614               | Erminulfus       | Il assiste au concile de Paris de 614.                                                    |
|          | avant 648         | Gaud II d'Évreux | Waldus, retiré à Saint-Pair-sur-Mer.                                                      |
|          | vers 650          | Ragnericus       | Il assiste au concile de Chalon (650) (Chalon-sur-Saône).                                 |
|          | vers 667          | Concessus        |                                                                                           |
|          | vers 670          | Saint Éterne     | Æternus, célébré le 21 juillet par l'Église catholique romaine.                           |
|          | 673-695           | Saint Aquilin    | Aquilinus                                                                                 |
|          | après 695         | Didier           | Desiderius                                                                                |
|          | vers 752          | Étienne          |                                                                                           |
|          | 765               | Maurinus         | Présent à l'assemblée d'Attigny en 765.                                                   |
|          | vers 785-788      | Saint Gervold    | Chapelain de Bertrade de Laon, il devient par la suite abbé de Fontenelle.                |
|          | 788-800           | Ouen             |                                                                                           |
|          | 801-846           | Joseph           | abbé de Fontenelle                                                                        |
|          | 847-863           | Gombert          | Guntbertus                                                                                |
|          | 864-870           | Hilduin          | Hilduinus, présent aux conciles de Pîtres, Soissons, Troyes et Verberie, entre 864 et 869 |
|          | 870-893           | Sébar            | Sebarius                                                                                  |

## Évêques d'Évreux de 911 à la Révolution

### Xesiècle
| Portrait | Blason | Dates                  | Titulaire   | Notes                                              |
| -------- | ------ | ---------------------- | ----------- | -------------------------------------------------- |
|          |        | 893? - après 912       | Cerdegarius | Cerdegaire, saint Léger (Leodegarius) d'Évreux (?) |
|          |        | 920 - vers 950?        | Hugues Ier  | Hugo                                               |
|          |        | avant 954 - après 1006 | Gunhard     | Guiscard ou Guichard                               |
|          |        | avant 988 - après 969  | Gérard      | Géraud                                             |

### XIesiècle
| Portrait | Blason | Dates             | Titulaire         | Notes                                                       |
| -------- | ------ | ----------------- | ----------------- | ----------------------------------------------------------- |
|          |        | avant 1012 - 1014 | Gilbert Ier       | Gislebertus                                                 |
|          |        | 1015 - 1046       | Hugues II         |                                                             |
|          |        | 1046 - 1066       | Guillaume Flaitel |                                                             |
|          |        | 1066 - 1070       | Baudouin          | Chapelain de Guillaume le Conquérant.                       |
|          |        | 1071 - 1112       | Gilbert II        | Gilbert Fitz Osbern ou de Breteuil, archidiacre de Lisieux. |

### XIIesiècle
| Portrait | Blason | Dates       | Titulaire            | Notes                                                                                              |
| -------- | ------ | ----------- | -------------------- | -------------------------------------------------------------------------------------------------- |
|          |        | 1113 - 1139 | Audin de Bayeux      | Ouen de Condé, conseiller et chapelain du roi d'Angleterre Henri Ier.                              |
|          |        | 1139 - 1165 | Rotrou de Warwick    | Rotrou de Beaumont-le-Roger, ambassadeur auprès du pape, chief Justiciar et intendant de Normandie |
|          |        | 1170 - 1179 | Gilles Ier du Perche | |
|          |        | 1180 - 1192 | Jean Ier             | |
|          |        | 1193 - 1201 | Guérin de Cierrey    | |

### XIIIesiècle
| Portrait | Blason | Dates       | Titulaire                          | Notes                                                                               |
| -------- | ------ | ----------- | ---------------------------------- | ----------------------------------------------------------------------------------- |
|          |        | 1203 - 1203 | Robert Ier de Roye                 | Vacance de 1201 à 1203.                                                             |
|          |        | 1203 - 1220 | Luc                                | Archidiacre, doyen du chapitre cathédral.                                           |
|          |        | 1220 - 1223 | Raoul Ier de Cierrey               | Neveu de Guérin de Cierrey.                                                         |
|          |        | 1223 - 1236 | Richard de Saint-Léger             | Richard de Bellevue, précédemment abbé du Bec (1211-1223).                          |
|          |        | 1236 - 1243 | Raoul II de Cierrey                | Archidiacre d'Évreux.                                                               |
|          |        | 1244 - 1256 | Jean II de La Cour d'Aubergenville | Garde des sceaux de France.                                                         |
|          |        | 1259 - 1263 | Raoul III de Grosparmy             | Légat apostolique, Garde des sceaux de France, cardinal-évêque d'Albano.            |
|          |        | 1263 - 1269 | Raoul IV de Chevry                 | Ancien archidiacre de Paris. Est inhumé dans l'église du prieuré du Val-Saint-Éloi. |
|          |        | 1270 - 1281 | Philippe de Cahors                 | Ancien chancelier de France (1270-1281).                                            |
|          |        | 1281 - 1298 | Nicolas d'Auteuil                  |                                                                                     |
|          |        | 1298 - 1299 | Geoffroy Ier de Bar                | Originaire de Bar-sur-Seine                                                         |

### XIVesiècle
| Portrait | Blason | Dates       | Titulaire                    | Notes |
| -------- | ------ | ----------- | ---------------------------- | --- |
|          |        | 1299 - 1310 | Mathieu des Essarts          | |
|          |        | 1310 - 1327 | Geoffroy II du Plessis       | |
|          | _      | 1328        | Adam de l'Île                | Doyen du chapitre, mort le 24 mars 1328 avant d'avoir été consacré                                                                                        |
|          |        | 1329 - 1333 | Jean III du Pré              | |
|          |        | 1333 - 1334 | Guillaume II des Essarts     | Doyen de Saint-Germain l'Auxerrois - Meurt à Avignon le 17 octobre 1334 à Avignon.                                                                        |
|          |        | 1334 - 1335 | Vincent des Essarts          | Frère du précédent - Meurt en mars 1335 |
|          |        | 1335 - 1340 | Geoffroy III de Faé          | Précédemment abbé du Bec (1327-1335) |
|          |        | 1340 - 1374 | Robert II de Brécourt        | Natif du château de Brécourt. Philippe de Brécourt, son neveu, est son coadjuteur († 1373)                                                                |
|          |        | 1374 - 1376 | Guillaume III d'Estouteville | Puis évêque d'Auxerre (1376-1382) et enfin évêque de Lisieux (1382-1414).                                                                                 |
|          |        | 1376 - 1383 | Bernard Cariti               | Chanoine d'Évreux, archidiacre d'Ouche |
|          |        | 1384 - 1388 | Philippe de Moulins          | Puis évêque de Noyon, secrétaire particulier et conseiller des rois Jean II le Bon, Charles V, Charles VI et du duc Louis d'Orléans, frère de Charles VI. |
|          |        | 1388 - 1400 | Guillaume IV de Vallan       | |

### XVesiècle
| Portrait | Blason | Dates       | Titulaire                         | Notes |
| -------- | ------ | ----------- | --------------------------------- | --- |
|          |        | 1400 - 1418 | Guillaume V de Cantiers           | Natif de Cantiers. Massacré par les Bourguignons de Jean sans Peur à Paris le 12 juin 1418 |
|          |        | 1420 - 1427 | Paul Capranica                    | Nommé par le pape Martin V après une vacance de 22 mois - N'arrive à Évreux qu'en 1423. Transféré à l'archevêché de Bénévent |
|          |        | 1427 - 1439 | Martial Fournier                  | Archidiacre du Vexin et chancelier de Jean de Lancastre, duc de Bedford. Réside à Paris. |
|          |        | 1439 - 1443 | Pasquier de Vaux                  | Précédemment évêque de Meaux (1435-1439) puis évêque de Lisieux (1443-1447). |
|          |        | 1443 - 1463 | Pierre Ier de Treignac de Comborn | En compétition avec Guillaume de Flocques, fils du bailli d'Évreux Robert de Flocques, Pierre est précédemment évêque de Chartres (1442-1443) puis évêque de Saint-Pons-de-Thomières (1465-1467). Ce dernier est nommé par les Anglais ; le premier par les Français. |
|          |        | 1464        | Guillaume VI de Flocques          | du 7 janvier au 25 novembre 1464, date de sa mort). |
|          |        | 1465 - 1467 | Jean IV Balue                     | Puis évêque d'Angers (1467-1476), évêque d'Autun (1484-1490), évêque d'Angers (1490-1491) - Fut cardinal. |
|          |        | 1470 - 1473 | Pierre II Turpin de Crissé        | |
|          |        | 1473 - 1479 | Jean V Héberge                    | Inhumé le 28 août 1479 dans l'abbaye Saint-Victor |
|          |        | 1479 - 1479 | Guillaume de Clugny               | nomination le 1er octobre 1479 - Transféré le 26 octobre 1479 évêque de Poitiers |
|          |        | 1479 - 1511 | Raoul du Fou                      | |

### XVIesiècle
| Portrait | Blason | Dates       | Titulaire                       | Notes                          |
| -------- | ------ | ----------- | ------------------------------- | ------------------------------ |
|          |        | 1511 - 1531 | Ambroise Le Veneur de Tillières | Frère de Jean Le Veneur.       |
|          |        | 1531 - 1574 | Gabriel Le Veneur de Tillières  | Petit-neveu de Jean Le Veneur. |
|          |        | 1575 - 1591 | Claude de Sainctes              |                                |

### XVIIesiècle
| Portrait | Blason | Dates       | Titulaire                                  | Notes |
| -------- | ------ | ----------- | ------------------------------------------ | --- |
|          |        | 1592 - 1606 | Jacques Davy Du Perron                     | Puis archevêque de Sens (1606-1618), grand aumônier de France (1606-1618), cardinal-prêtre de S. Agnese in Agone. |
|          |        | 1608 - 1613 | Guillaume VII de Péricard                  | |
|          |        | 1613 - 1646 | François Ier de Péricard                   | |
|          |        | 1646 - 1649 | Jacques II Le Nöel du Perron               | |
|          |        | 1649 - 1661 | Gilles Boutault                            | Précédemment évêque d'Aire (1625-1649), aumônier du roi Louis XIII.                                               |
|          |        | 1661        | Joseph Zongo Ondedei                       | Pour mémoire : désignation sans suite.                                                                            |
|          |        | 1661 - 1680 | Henri Cauchon de Maupas du Tour            | Précédemment évêque du Puy (1641-1661).                                                                           |
|          |        | 1680 - 1681 | Louis-Joseph Adhémar de Monteil de Grignan | Puis évêque de Carcassonne (1681-1722).                                                                           |
|          |        | 1682 - 1709 | Jacques III Potier de Novion               | Précédemment évêque de Sisteron (1677-1681).                                                                      |

### XVIIIesiècle
| Portrait | Blason | Dates       | Titulaire                              | Notes |
| -------- | ------ | ----------- | -------------------------------------- | --- |
|          | -      | 1709        | Armand-Gaston Sublet d'Heudicourt      | Il meurt avant sa consécration le 10 février 1710.                                                                          |
|          |        | 1710 - 1733 | Jean VI Le Normand                     | |
|          |        | 1733 - 1753 | Pierre-Jules-César de Rochechouart     | Transféré évêque de Bayeux (1753-1776). Il est le cousin du cardinal Jean-François-Joseph de Rochechouart.                  |
|          |        | 1753 - 1758 | Arthur Richard Dillon                  | Puis archevêque de Toulouse (1758-1762), dernier archevêque de Narbonne (1762-1790), commandeur de l’ordre du Saint-Esprit. |
|          |        | 1758 - 1759 | Léopold-Charles de Choiseul-Stainville | |
|          |        | 1759 - 1773 | Louis-Albert de Lezay-Marnésia         | |
|          |        | 1774 - 1792 | François de Narbonne-Lara              | Précédemment évêque de Gap (1764-1773).                                                                                     |

## Évêques constitutionnels du département de l'Eure
À la suite de la Constitution civile du clergé adoptée en France par l'Assemblée nationale constituante le 12 juillet 1790. Ces évêques ne sont pas reconnus par l'Eglise et considérés comme illégitimes.
| Portrait | Blason | Dates       | Titulaire            | Notes                                |
| -------- | ------ | ----------- | -------------------- | ------------------------------------ |
|          |        | 1791 - 1793 | Robert Thomas Lindet | Frère du conventionnel Robert Lindet |
|          |        | 1798 - 1802 | Charles Robert Lamy  |                                      |

## Évêques d'Évreux depuis le Concordat
Le 15 août 1801, promulgation du Régime concordataire. Le diocèse est remodelé, correspondant désormais au département de l'Eure.

### XIXesiècle
| Portrait | Blason | Dates       | Titulaire                                    | Notes |
| -------- | ------ | ----------- | -------------------------------------------- | --- |
|          |        | 1802 - 1821 | Jean-Baptiste Bourlier                       | |
|          |        | 1821 - 1841 | Charles-Louis Salmon du Châtelier            | Précédemment évêque de Laon (1817-1821).                                                                              |
|          |        | 1841 - 1854 | Nicolas-Théodore Olivier                     | |
|          |        | 1854 - 1858 | Henri-Marie-Gaston Boisnormand de Bonnechose | Précédemment évêque de Carcassonne (1848-1854) puis archevêque de Rouen (1858-1883), cardinal-prêtre de Saint-Clément |
|          |        | 1858 - 1870 | Jean-Sébastien-Adolphe Devoucoux             | |
|          |        | 1870 - 1890 | François Grolleau                            | |
|          |        | 1890 - 1893 | François Hautin                              | |
|          |        | 1894 - 1896 | Louis-François Sueur                         | |
|          |        | 1896 - 1898 | Siméon Colomb                                | Nommé en 1885 vicaire général de Valence par Mgr Charles-Pierre-François Cotton                                       |

### XXesiècle
| Portrait | Blason | Dates       | Titulaire          | Notes                                                                                        |
| -------- | ------ | ----------- | ------------------ | -------------------------------------------------------------------------------------------- |
|          |        | 1898 - 1913 | Philippe Meunier   |                                                                                              |
|          |        | 1913 - 1920 | Louis Déchelette   |                                                                                              |
|          |        | 1920 - 1930 | Constantin Chauvin |                                                                                              |
|          |        | 1930 - 1964 | Alphonse Gaudron   | Puis évêque titulaire d'Aquae Albae en Mauritanie (1930-1964).                               |
|          |        | 1964 - 1972 | Anthony Caillot    | Coadjuteur de Mgr Gaudron dès 1962                                                           |
|          |        | 1972 - 1981 | Jean Honoré        | Puis archevêque de Tours (1981-1997), cardinal-prêtre de S. Maria della Salute a Primavalle. |
|          |        | 1982 - 1995 | Jacques Gaillot    | Déchargé de ses fonctions, il devient évêque in partibus de Partenia (1995-2023).            |

### XXIesiècle
| Portrait | Blason | Dates              | Titulaire             | Notes                                                                                     |
| -------- | ------ | ------------------ | --------------------- | ----------------------------------------------------------------------------------------- |
|          |        | 1996 - 2006        | Jacques David         | Précédemment évêque de La Rochelle et de Saintes (1985-1996). Décédé le 19 décembre 2018. |
|          |        | 2006 - 2023        | Christian Nourrichard |                                                                                           |
|          |        | 2023 - à nos jours | Olivier de Cagny      |                                                                                           |